# Kairakkum-Stausee
Der Kairakkum-Stausee ist flächenmäßig der größte Stausee in Tadschikistan. Andere Schreibweisen sind Kajrakkum, Kayrakkum bzw. Kairakkumskoye. Er wird auch „Tadschikisches Meer“ genannt.
Nahe der tadschikischen Stadt Chudschand, die Entfernung beträgt etwa 15 km, wird im Ferghanatal das Wasser des Syrdarja aufgestaut. Der entstehende Stausee ist etwa 55 km lang und bis zu 20 km breit. Bei Vollstau umfasst er eine Fläche von 430, bei Hochwasser bis zu 513 km². Bei einem Stauinhalt von 4,16 Milliarden Kubikmeter, ergibt sich damit eine durchschnittliche Tiefe von knapp zehn Metern. Seine maximale Tiefe am Absperrbauwerk beträgt 25 m.
Das Absperrbauwerk der Talsperre ist ein 32 m hoher und 1100 m langer Staudamm aus Erdschüttmaterial. Er wurde 1956 als ein Teil der großen sowjetischen Bewässerungsprojekte gebaut. Der Syrdarja wird noch weitere Male für Bewässerungszwecke und zur Energiegewinnung aufgestaut.
Der See wird in der Ramsar-Liste als wichtiges Vogelgebiet geführt.